# Астон Мартін (команда Формули-1)
Aston Martin — британський виробник автомобілів, який брав участь у Формулі-1 в різних формах. Компанія вперше брала участь у Формулі-1 в сезоні 1959 року, де дебютувала з шасі DBR4 з використанням власного двигуна, але команді не вдалося набрати жодних очок. Вони продовжили невдалі виступи протягом сезону 1960 року, знову не набравши жодного очка. В результаті Aston Martin вирішила покинути Формулу-1 під час сезону.
Комерційний ребрендинг Racing Point F1 Team привів до повернення команди під назвою Aston Martin у 2021 році, на своїх болідах команда використовує силові агрегати Mercedes. Власником команди є Лоуренс Стролл,а в якості гонщиків за команду виступають Фернандо Алонсо і Ленс Стролл. Штаб-квартира команди знаходиться в Сільверстоуні.

## Історія

### David Brown Corporation (1959–1960)

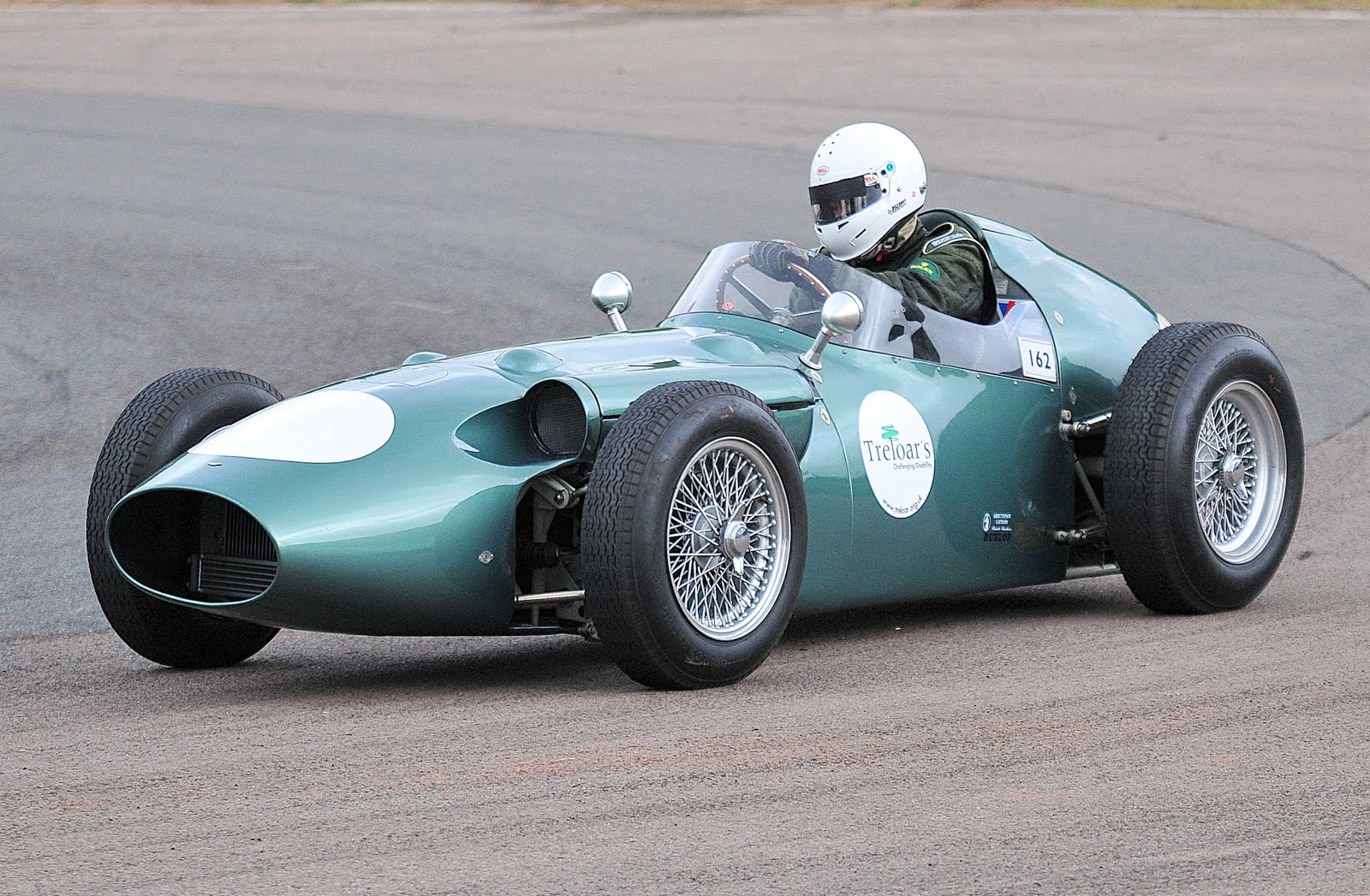
Aston Martin DBR4 на якому виступали Рой Сальвадорі та Керролл Шелбі.

Aston Martin вперше вступила у Формулу-1 з DBR4, їхнім першим гоночним болідом з відкритими колесами. DBR4 був вперше виготовлений і протестований у 1957 році, але дебютував у Формулі-1 лише в 1959 році. Ця затримка була викликана тим, що компанія віддала перевагу розробці спортивного автомобіля DBR1, який у 1959 році виграв 24 години Ле-Мана. До дебюту в чемпіонаті світу DBR4 на Гран-прі Нідерландів він застарів і сильно поступався швидкістю своїм конкурентам, а Керролл Шелбі та Рой Сальвадорі кваліфікувалися 10-м та 13-м відповідно з 15-и. Сальвадорі зійшов з гонки на перших колах через несправність двигуна, а болід Шелбі спіткала та ж доля пізніше в гонці.
Наступна заявка команди була на Гран-прі Великобританії, де Сальвадорі здивував, здобувши 2-е місце у кваліфікації. На початку гонки у Шелбі вийшло з ладу одне з магнето запалювання, що вплинуло на швидкість його боліду. Друге магнето вийшло з ладу наприкінці гонки, що стало причиною його сходу. Сальвадорі зміг фінішувати лише на 6-му місці, за крок від здобуття перших очок. На Гран-прі Португалії обидва боліди уникли проблем і фінішували 6-м і 8-м, але все одно не змогли набрати очки. Останнім виступом Aston Martin у сезоні був Гран-прі Італії, де обидві машини продовжили невдалі виступи, здобувши лише 17-е та 19-е місце в кваліфікації. Під час гонки Сальвадорі досяг 7-го місця, перш ніж зазнав поломки двигуна, а Шелбі фінішував 10-м. Болід був сильно застарілим в порівнянні з конкурентами і не здобув жодного очка в сезоні.
Aston Martin побудував DBR5 для змагань у сезоні 1960 року. DBR5 був заснований на своєму попереднику, але був легшим і мав незалежну підвіску. Однак у автомобіля був важкий двигун спереду, і його регулярно перевершували більш звичні боліди з двигуном позаду. Перший виступ команди в сезоні відбувся на Гран-прі Нідерландів, але DBR5 ще не був готовий до змагань. В результаті в гонці виступив лише Сальвадорі, керуючи запасним DBR4. Він зміг кваліфікуватись лише 18-м. Незважаючи на те, що Aston Martin отримали дозвіл на старт, організатори гонки сказали, що вони не заплатять команді за виступ. Тому команда відмовилася виходити на старт гонки. DBR5 були готові до наступної гонки у Британії, в якій взяли участь Сальвадорі та Моріс Трентіньян. Сальвадорі зійшов з гонки через проблеми з керуваннями, а Трентіньян зміг фінішувати лише 11-м, відставши на п’ять кіл від лідера.
Після цієї низки незадовільних результатів, коли команда не змогла набрати жодного чемпіонського очка, Aston Martin повністю відмовилася від виступів в Формулі-1 після Гран-прі Великобританії, щоб зосередитися на інших серіях перегонів.

### Можливе повернення та спонсорство (2008, 2010, 2016–2020)
У 2006 році Девід Річардс, який очолював консорціум, що володів Aston Martin, і його технічна компанія Prodrive отримали місце як потенційний учасник чемпіонату Формули-1 2008 року. Після припущень про повернення Aston Martin F1, Річардс дав зрозуміти, що Aston Martin має пройти довгий шлях перед тим, як створити команду Формули-1. Він вважав, що шлях до конкурентоспроможності полягає у партнерстві з існуючою командою, а не в створенні нової команди з Aston Martin та Prodrive. У 2009 році Річардс знову оголосив про свій намір повернутися до Формули-1 в 2010 році з можливістю використання назви Aston Martin, однак цього не вдалося досягти. У період з 2016 по 2020 рік Aston Martin був спонсором Red Bull Racing, а також титульним спонсором команди з 2018 по 2020 рік.

### Aston Martin Formula One Team (2021–)

#### Клієнтські двинуни Mercedes (2021–2025)

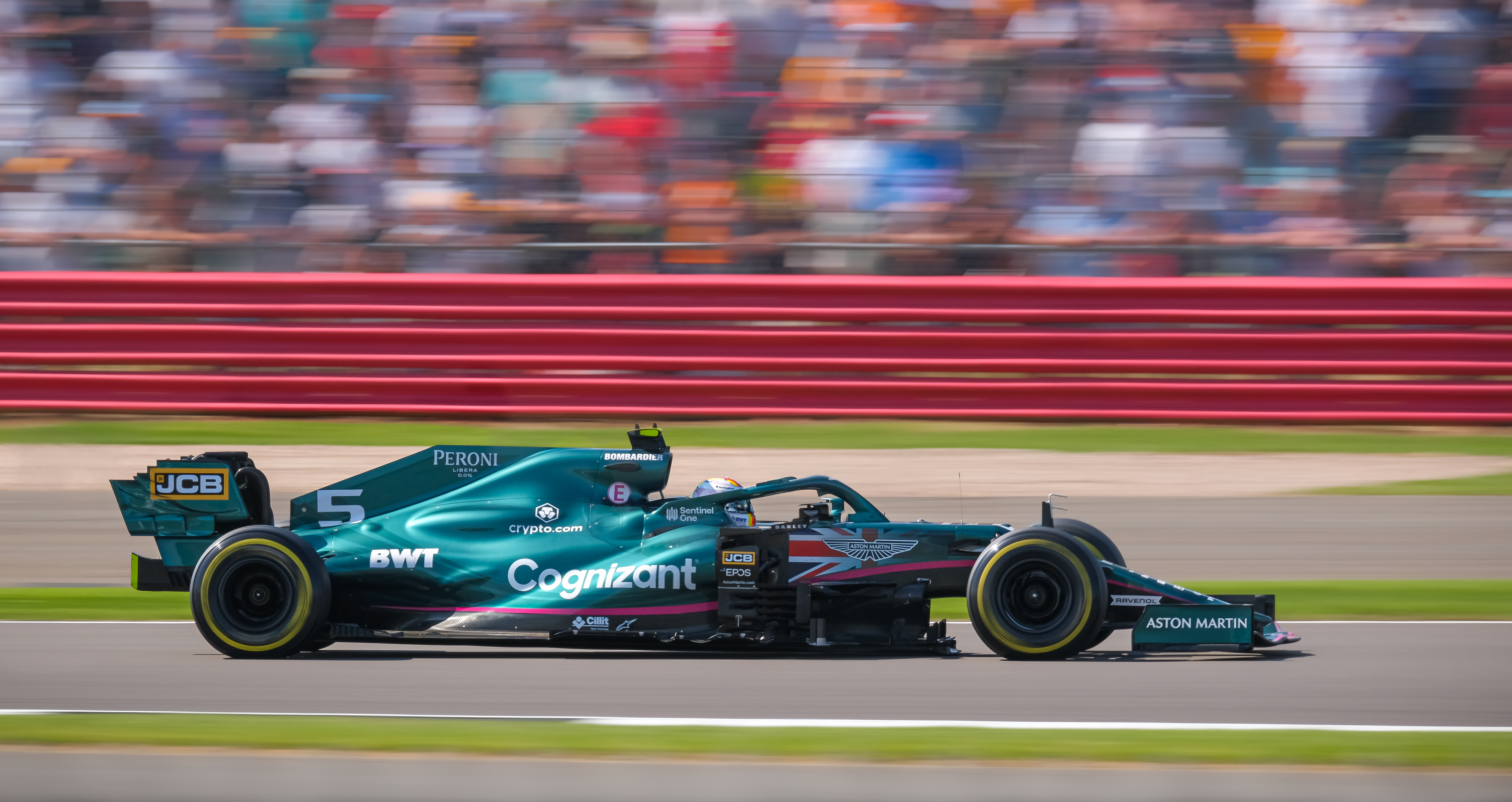
Себастьян Феттель за кермом AMR21 під час Гран-прі Великої Британії 2021 року

У січні 2020 року власник Racing Point Лоуренс Стролл інвестував кошти в Aston Martin, щоб придбати 16,7% акцій компанії. Це призвело до комерційного ребрендингу команди Racing Point F1 Team в Aston Martin F1 Team на сезон 2021 року. Команда виступає з силовими агрегатами Mercedes. Серхіо Перес мав контракт з командою до 2022 року, але на сезон 2021 року його замінив чотириразовий чемпіон світу Себастьян Феттель, який раніше виступав за Ferrari. У рамках ребрендингу команда змінила свій рожевий колір від компанії BWT на сучасну ітерацію британського гоночного зеленого Aston Martin. Cognizant також було оголошено новим титульним спонсором команди в січні 2021 року. Aston Martin AMR21 був представлений у березні 2021 року і став першим болідом Aston Martin у Формулі-1 після 61-річної відсутності в спорті. Aston Martin має новий завод площею 37 000 квадратних метрів, який запрацює до 2023 року на базі в Сільверстоуні. Фабрика має три з'єднаних між собою будівлі і базується на території площею 30 акрів прямо навпроти траси Сільверстоун. Aston Martin є шостим конструктором, який працює на базі в Сільверстоуні з 1991 року.
Феттель завоював перший подіум Aston Martin, зайнявши друге місце на Гран-прі Азербайджану. Феттель знову фінішував другим на Гран-прі Угорщини, але був дискваліфікований через проблему зі зразком палива. У червні 2021 року керівник команди Отмар Сафнауер підтвердив, що команда розширить песонал з 535 до 800 співробітників. У вересні 2021 року Aston Martin підтвердив, що змагатиметься у 2022 році з незмінним складом пілотів. У січні 2022 року керівник команди Отмар Сафнауер залишив команду після 12 років. Майк Крек, який раніше працював у гоночних командах BMW і Porsche, був оголошений його заміною в тому ж місяці. У лютому 2022 року Aramco було оголошено титульним спонсором команди після того, як було укладено довгострокову партнерську угоду.
Феттель пропустив дві стартові гонки 2022 року через позитивний результат тесту на COVID-19. Його замінив резервний пілот команди Ніко Гюлькенберг. Феттель повернувся на третій гонці сезону на Гран-прі Австралії. Наприкінці сезону Феттель завершив свою кар'єру в Формулі-1. Фернандо Алонсо, дворазовий чемпіон світу, замінив його на 2023 рік, підписавши багаторічний контракт з командою. Стоффель Вандорн приєднався до команди як новий тестовий і резервний пілот, роль якого він розділив з Феліпе Друговічем. Гюлькенберг покинув Aston Martin і повернувся до ролі основного пілота Формули-1 у команду Haas у 2023 році.
Aston Martin отримала новий завод площею 37 000 кв.м. на своїй базі в Сільверстоуні. Будівництво розпочалося у вересні 2021 року. Фабрика складається з трьох з’єднаних між собою будівель і розташована на ділянці площею 16 га прямо навпроти траси Сільверстоун. Перша будівля слугуватиме основною будівлею, у якій розмістяться ресурси команди для проектування, виробництва та маркетингу. Друга будівля є реконструйованими та перепрофільованими оригінальними приміщеннями фабрики, та виступає в якості центральної будівлі зі зручностями для персоналу, а також слугує логістичним центром. У другій будівлі планується розмістити оздоровчий центр команди, аудиторію, симулятор і музей команди, а в третій будівлі буде розміщуватись нова аеродинамічна труба. Aston Martin є шостим різним конструктором, який працює з бази в Сільверстоуні з 1991 року.

#### Заводські двигуни Honda (2026–)
У 2026 році Aston Martin розпочне партнерство з виробником силових агрегатів Honda, чиєю програмою Формули-1 керуватиме їхній гоночний підрозділ Honda Racing Corporation (HRC). Партнерство передбачає, що команда отримає повну заводську підтримку від Honda, включаючи спеціальні силові агрегати, розроблені спеціально для їхнього шасі, а також обидва партнери зможуть співпрацювати разом, щоб інтегрувати шасі та силовий агрегат без небажаних компромісів. Статус заводської команди часто розглядається як необхідний для того, щоб команда стала справжнім претендентом на титул. Команда з Сільверстоуна, використовувала двигуни Mercedes протягом сімнадцяти сезонів з 2009 року, а ще раніше команда використовувала двигуни Mugen-Honda між 1998 і 2000 роками та чисті агрегати Honda в 2001 і 2002 роках, коли вона була відома як Jordan.

## Результати виступів в Формулі-1

### 1959–1960
| Приклад      | Опис                                                              |
| ------------ | ----------------------------------------------------------------- |
| 1            | Переможець                                                        |
| 2            | Друге місце                                                       |
| 3            | Третє місце                                                       |
| 5            | Фінішував у очковій зоні                                          |
| 12           | Фінішував поза очковою зоною                                      |
| НКЛ          | Фінішував, але не класифікований                                  |
| Схід         | Не фінішував і не класифікований                                  |
| НКВ          | Не кваліфікований                                                 |
| НПКВ         | Не передкваліфікований                                            |
| ДСК          | Дискваліфікований                                                 |
| ТТР          | Брав участь тільки в тренуваннях                                  |
| тест         | Тестер по п'ятницях (з 2003 року)                                 |
| НС           | Брав участь у Гран-прі як бойовий пілот, але не стартував у гонці |
| Т            | Травмований чи хворий                                             |
| Викл         | Виключений із протоколу                                           |
| Від          | Відмова від участі                                                |
| НТР          | Не брав участі в тренуваннях                                      |
| НПР          | Не прибув на Гран-прі                                             |
| С            | Гонка скасована                                                   |
|              | Не брав участі                                                    |
| Жирний шрифт | Поул-позиція                                                      |
| Курсив       | Швидке коло                                                       |

| Рік      | Шасі | Двигун                  | Шини | Пілот            | 1   | 2   | 3    | 4   | 5    | 6   | 7    | 8    | 9   | 10  | Очки | Місце |
| -------- | ---- | ----------------------- | ---- | ---------------- | --- | --- | ---- | --- | ---- | --- | ---- | ---- | --- | --- | ---- | ----- |
| 1959     | DBR4 | Aston Martin RB6 2.5 L6 | A D  |                  | МОН | 500 | НІД  | ФРА | ВЕЛ  | НІМ | ПОР  | ІТА  | США |     | 0    | НК    |
| 1959     | DBR4 | Aston Martin RB6 2.5 L6 | A D  | Рой Сальвадорі   |     |     | Схід |     | 6    |     | 6    | Схід |     |     | 0    | НК    |
| 1959     | DBR4 | Aston Martin RB6 2.5 L6 | A D  | Керролл Шелбі    |     |     | Схід |     | Схід |     | 8    | 10   |     |     | 0    | НК    |
| 1960     | DBR4 | Aston Martin RB6 2.5 L6 | D    |                  | АРГ | МОН | 500  | НІД | БЕЛ  | ФРА | ВЕЛ  | ПОР  | ІТА | США | 0    | НК    |
| 1960     | DBR4 | Aston Martin RB6 2.5 L6 | D    | Рой Сальвадорі   |     |     |      | НС  |      |     |      |      |     |     | 0    | НК    |
| 1960     | DBR5 | Aston Martin RB6 2.5 L6 | D    | Рой Сальвадорі   |     |     |      |     |      |     | Схід |      |     |     | 0    | НК    |
| 1960     | DBR5 | Aston Martin RB6 2.5 L6 | D    | Моріс Трентіньян |     |     |      |     |      |     | 11   |      |     |     | 0    | НК    |
| Джерело: |      |                         |      |                  |     |     |      |     |      |     |      |      |     |     |      |       |

### 2021–дотепер
| Приклад                  | Опис                                                              |
| ------------------------ | ----------------------------------------------------------------- |
| 1                        | Переможець                                                        |
| 2                        | Друге місце                                                       |
| 3                        | Третє місце                                                       |
| 5                        | Фінішував у очковій зоні                                          |
| 12                       | Фінішував поза очковою зоною                                      |
| НКЛ                      | Фінішував, але не класифікований                                  |
| Схід                     | Не фінішував і не класифікований                                  |
| НКВ                      | Не кваліфікований                                                 |
| НПКВ                     | Не передкваліфікований                                            |
| ДСК                      | Дискваліфікований                                                 |
| тест                     | Тестер по п'ятницях                                               |
| НС                       | Брав участь у Гран-прі як бойовий пілот, але не стартував у гонці |
| Т                        | Травмований чи хворий                                             |
| Викл                     | Виключений із протоколу                                           |
| Від                      | Відмова від участі                                                |
| НТР                      | Не брав участі в тренуваннях                                      |
| НПР                      | Не прибув на Гран-прі                                             |
| С                        | Гонка скасована                                                   |
|                          | Не брав участі                                                    |
| Жирний шрифт             | Поул-позиція                                                      |
| Курсив                   | Найшвидше коло                                                    |
| Числоу верхньому індексі | Позиція в спринті, що передбачає нарахування очок                 |

| Рік      | Шасі  | Двигун                              | Шини | Пілот             | 1   | 2    | 3    | 4   | 5   | 6    | 7   | 8   | 9   | 10   | 11   | 12  | 13  | 14  | 15  | 16   | 17  | 18   | 19   | 20   | 21   | 22  | 23   | 24  | Очки | Місце |
| -------- | ----- | ----------------------------------- | ---- | ----------------- | --- | ---- | ---- | --- | --- | ---- | --- | --- | --- | ---- | ---- | --- | --- | --- | --- | ---- | --- | ---- | ---- | ---- | ---- | --- | ---- | --- | ---- | ----- |
| 2021     | AMR21 | Mercedes M12 E Performance 1.6 V6 t | P    |                   | БАХ | ЕМІ  | ПОР  | ІСП | МОН | АЗЕ  | ФРА | ШТИ | АВТ | ВЕЛ  | УГО  | БЕЛ | НІД | ІТА | РОС | ТУР  | США | МЕХ  | САП  | КАТ  | САУ  | АБУ |      |     | 77   | 7     |
| 2021     | AMR21 | Mercedes M12 E Performance 1.6 V6 t | P    | Ленс Стролл       | 10  | 8    | 14   | 11  | 8   | Схід | 10  | 8   | 13  | 8    | Схід | 20  | 12  | 7   | 11  | 9    | 12  | 14   | Схід | 6    | 11   | 13  |      |     | 77   | 7     |
| 2021     | AMR21 | Mercedes M12 E Performance 1.6 V6 t | P    | Себастьян Феттель | 15  | 15°  | 13   | 13  | 5   | 2    | 9   | 12  | 17  | Схід | ДСК  | 5   | 13  | 12  | 12  | 18   | 10  | 7    | 11   | 10   | Схід | 11  |      |     | 77   | 7     |
| 2022     | AMR22 | Mercedes M13 E Performance 1.6 V6 t | P    |                   | БАХ | САУ  | АВС  | ЕМІ | МАЯ | ІСП  | МОН | АЗЕ | КАН | ВЕЛ  | АВТ  | ФРА | УГО | БЕЛ | НІД | ІТА  | СІН | ЯПО  | США  | МЕХ  | САП  | АБУ |      |     | 55   | 7     |
| 2022     | AMR22 | Mercedes M13 E Performance 1.6 V6 t | P    | Ленс Стролл       | 12  | 13   | 12   | 10  | 10  | 15   | 14  | 16  | 10  | 11   | 13   | 10  | 11  | 11  | 10  | Схід | 6   | 12   | Схід | 15   | 10   | 8   |      |     | 55   | 7     |
| 2022     | AMR22 | Mercedes M13 E Performance 1.6 V6 t | P    | Себастьян Феттель |     |      | Схід | 8   | 17† | 11   | 10  | 6   | 12  | 9    | 17   | 11  | 10  | 8   | 14  | Схід | 8   | 6    | 8    | 14   | 11   | 10  |      |     | 55   | 7     |
| 2022     | AMR22 | Mercedes M13 E Performance 1.6 V6 t | P    | Ніко Гюлькенберг  | 17  | 12   |      |     |     |      |     |     |     |      |      |     |     |     |     |      |     |      |      |      |      |     |      |     | 55   | 7     |
| 2023     | AMR23 | Mercedes M14 E Performance 1.6 V6 t | P    |                   | БАХ | САУ  | АВС  | АЗЕ | МАЯ | МОН  | ІСП | КАН | АВТ | ВЕЛ  | УГО  | БЕЛ | НІД | ІТА | СІН | ЯПО  | КАТ | США  | МЕХ  | САП  | ЛВГ  | АБУ |      |     | 280  | 5     |
| 2023     | AMR23 | Mercedes M14 E Performance 1.6 V6 t | P    | Фернандо Алонсо   | 3   | 3    | 3    | 46  | 3   | 2    | 7   | 2   | 5   | 7    | 9    | 5   | 2   | 9   | 15  | 8    | 68  | Схід | Схід | 3    | 9    | 7   |      |     | 280  | 5     |
| 2023     | AMR23 | Mercedes M14 E Performance 1.6 V6 t | P    | Ленс Стролл       | 6   | Схід | 4    | 78  | 12  | Схід | 6   | 9   | 94  | 14   | 10   | 9   | 11  | 14  | Від | Схід | 11  | 7    | 17†  | 5    | 5    | 10  |      |     | 280  | 5     |
| 2024     | AMR24 | Mercedes M15 E Performance 1.6 V6 t | P    |                   | БАХ | САУ  | АВС  | ЯПО | КИТ | МАЯ  | ЕМІ | МОН | КАН | ІСП  | АВТ  | ВЕЛ | УГО | БЕЛ | НІД | ІТА  | АЗЕ | СІН  | США  | МЕХ  | САП  | ЛВГ | КАТ  | АБУ | 52*  | 6*    |
| 2024     | AMR24 | Mercedes M15 E Performance 1.6 V6 t | P    | Фернандо Алонсо   | 9   | 5    | 8    | 6   | 7   | 9    | 19  | 11  | 6   | 12   | 18   | 8   | 11  | 8   | 10  | 11   | 6   | 8    | 13   | Схід | 14   | 11  | 7    | 9   | 52*  | 6*    |
| 2024     | AMR24 | Mercedes M15 E Performance 1.6 V6 t | P    | Ленс Стролл       | 10  | Схід | 6    | 12  | 15  | 17   | 9   | 14  | 7   | 14   | 13   | 7   | 10  | 11  | 13  | 19   | 19† | 14   | 15   | 11   | НС   | 15  | Схід | 14  | 52*  | 6*    |
| Джерело: |       |                                     |      |                   |     |      |      |     |     |      |     |     |     |      |      |     |     |     |     |      |     |      |      |      |      |     |      |     |      |       |

Примітки
- – Пілоти, що не фінішували на Гран-прі, але були класифіковані, оскільки подолали понад 90 % дистанції.
- – Зараховано половину очок через те, що перегони склали менше 75 % запланованої дистанції.
- *  – Сезон триває.